# Bolševník Sosnowského
Bolševník Sosnowského (Heracleum sosnowskyi) je jeden ze tří druhů obřích bolševníků, které v současné době invadují do Evropy. Je trochu ve stínu svých blízce příbuzných kolegů, kterými jsou bolševník perský a zejména bolševník velkolepý, jejichž invaze jsou na většině území Evropy úspěšnější – výjimku představuje oblast Pobaltí, kde oba své příbuzné převálcoval. Velký podíl na poznání ekologie tohoto druhu mají lotyšští vědci, kteří se jím zabývali právě kvůli nutnosti vyvinout efektivní způsoby, jak jeho invazi čelit. Vzhledem i většinou vlastností je velmi podobný bolševníku velkolepému, stejně jako on je také zařazen na seznam invazních nepůvodních druhů s významným dopadem na Unii. 

## Rozšíření

Hlavní oblast invaze bolševníku Sosnowského v Evropě

Původní oblastí výskytu bolševníku Sosnowského je oblast středního a východního Kavkazu. V současné době je aktuální jeho invaze do Evropy, která nabyla katastrofálního rozsahu v Pobaltí, zejména pak v Lotyšsku. Jeho výskyt byl zaznamenán též v Polsku, Rusku, Bělorusku, Ukrajině a počátkem roku 2020 také v povodí řeky Olše v Návsí na Jablunkovsku. Zde odborníci předpokládali, že se rostlina rozšířila po řece Olši ze sousedního Polska, eventuálně z rychlostní silnice E75, která je hlavním tahem mezi Českou republikou, Slovenskem a Polskem.
Izolované enklávy byly nalezeny v Maďarsku a Německu, kde však hrozbu tohoto druhu zastiňuje probíhající invaze bolševníku velkolepého. Bolševník Sosnowského rozšířili po Evropě zemědělci, kteří jej v západní a severozápadní části SSSR pěstovali jakožto krmivo pro dobytek. V některých oblastech Ruska (zejména na severu) se pěstuje dosud, většinou se však od jeho využití upustilo, neboť maso a mléko zvířat jím krmených dostávaly nežádoucí příchuť a v úvahu byla vzata i rizika spojená s pěstováním této rostliny, zejména její ochota invadovat do neobhospodařované přírody a zdravotní rizika plynoucí ze styku s touto rostlinou.
V létě 2015 byla v Polsku oznámena smrt důchodkyně, která se spálila a intoxikovala šťávami bolševníku Sosnowského při sečení trávy.

## Vzhled
- podobný jako bolševník velkolepý

## Ekologické nároky
- podobné jako bolševník velkolepý

## Zdravotní rizika

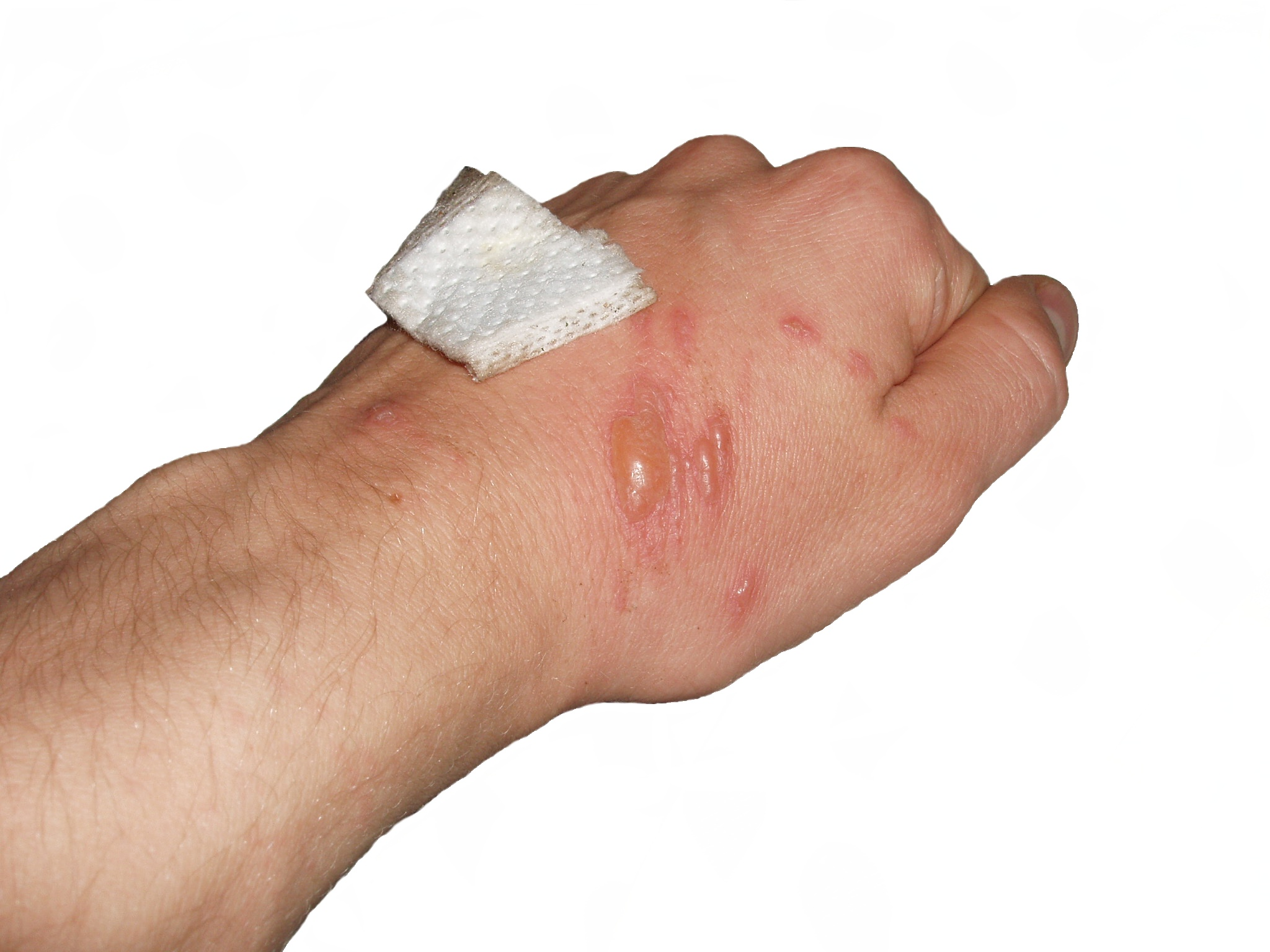
Fytodermatida vyvolaná
bolševníkem Sosnowského

- podobná jako u bolševníku velkolepého

## Boj sbolševníkem Sosnowského
- podobný jako s bolševníkem velkolepým

## Obsahové látky
- podobné jako u bolševníku velkolepého